# Fadzang
Fadzang (kitajsko: 法 藏; pinjin: Fǎzàng, Wade-Giles: Fa-tsang) je bil tretji od petih patriarhov huajanske šole mahajanskega budizma, * 643, † 712).
Bil je pomemben in vpliven filozof, tako da se je trdilo, da je bil "dejansko pravi ustvarjalec tega, kar je zdaj znano kot Hua-jen". Fadzangovi predniki so prihajali iz Sogdije, veliko trgovsko središče ob Svileni cesti (sodobni Uzbekistan in Tadžikistan), vendar se je rodil v prestolnici Tanga v Čanganu (danes Šjan), kjer je njegova družina postala kulturno kitajska.
1. ↑  Zbirka kitajskih biografskih podatkov